# Candida dubliniensis
Candida dubliniensis é um fungo patógeno oportunista originalmente isolado de pacientes com AIDS. Também é ocasionalmente isolado de indivíduos imunocompetentes. É uma levedura dimórfica  do gênero Candida, intimamente relacionado com Candida albicans, mas formando um agrupamento filogenético distinto na impressão digital de DNA. É mais comumente isolado das cavidades orais, e também é ocasionalmente encontrado em outros sítios anatômicos.

## Prevalência e epidemiologia
Candida dubliniensis é cosmopolita (encontrada em todo o mundo), e foi descrita como uma espécie separada em 1995. Estudos retrospectivos mostraram que anteriormente era comumente identificada como Candida albicans, com a qual C. dubliniensis está intimamente relacionada e compartilha várias características.
Um teste para distinguir C. dubliniensis de C. albicans é a cultura laboratorial do organismo a 42 °C. A maioria das cepas de C. albicans cresce nessa temperatura, enquanto a maioria dos isolados de C. dubliniensis não. Existem também diferenças significativas nas condições que levam à formação de clamidósporos entre C. albicans e C. dubliniensis, embora sejam fenotipicamente muito semelhantes.
Um estudo europeu de 2.589 isolados, originalmente identificados como C. albicans, revelou que 52 deles (2,0%) eram C. dubliniensis. A maioria desses isolados era de amostras orais ou fecais de pacientes HIV-positivos, embora um isolado vaginal e dois orais fossem de indivíduos saudáveis. Outro estudo nos Estados Unidos pesquisou 1.251 leveduras previamente identificadas como C. albicans, e identificou 15 isolados (1,2%) como C. dubliniensis. A maioria desses isolados era de indivíduos imunocomprometidos, como pacientes com AIDS, quimioterapia ou transplante de órgãos. A maioria das cepas de C. dubliniensis foi recuperada de amostras respiratórias, de urina e fezes. O Memorial Sloan-Kettering Cancer Center também realizou vários estudos, tanto retrospectivos quanto prospectivos. Em 974 leveduras positivas para tubos germinativos, 22 isolados (2,3%) de 16 pacientes eram C. dubliniensis . Todos os indivíduos estavam imunologicamente comprometidos com malignidade ou AIDS, e os isolados vieram de uma variedade de locais diferentes. C. dubliniensis também foi isolado da boca de 18% dos pacientes com diabetes e que usam insulina.

## Suscetibilidade antifúngica
Em um estudo, todos os 20 isolados de C. dubliniensis testados foram suscetíveis a itraconazol, cetoconazol e anfotericina B.

### Fluconazol
Muitos isolados de C. dubliniensis são sensíveis ao fluconazol. Em um estudo, dezesseis dos vinte isolados foram sensíveis ao fluconazol, enquanto quatro foram resistentes. Foi levantada a hipótese de que C. dubliniensis possui a capacidade de desenvolver rapidamente resistência ao fluconazol, especialmente em pacientes em terapia de longo prazo.
A resistência estável ao fluconazol pode ser induzida in vitro submetendo cepas sensíveis a concentrações crescentes deste antifúngico. Essa resistência é mediada por um transportador multidrogas que pode ser mobilizado rapidamente in vitro na exposição ao fluconazol. 
Casos na América mostraram o surgimento de C. dubliniensis resistente ao fluconazol. Três isolados foram descobertos no Texas, dois dos quais eram resistentes (MIC, 64 µg/mL), e um dos quais demonstrou suscetibilidade dose-dependente (MIC, 16 µg/mL). Entre os isolados de C. dubliniensis em pacientes HIV-positivos em Maryland, a maioria dos isolados era altamente suscetível ao fluconazol. Um estudo de setenta e um isolados na Irlanda mostrou que tanto os resistentes ao fluconazol quanto os-cepas suscetíveis foram suscetíveis a itraconazol, anfotericina B, 5-fluorocitosina, triazóis experimentais, voriconazol e equinocandina. 